# Refugio de la Restanca
El refugio de la Restanca es un refugio de montaña de los Pirineos, que se encuentra en la provincia de Lérida (España), en la comarca del Alto Arán, a 2010 m de altitud, junto al lago de la Restanca, a 2007 m, represado y convertido en el embalse de los Lagos Valle de Arán, que vierte sus aguas en el Ribera de Rius.
El refugio se encuentra al oeste del pico del Montardo, de 2837 m, y al nordeste del lago de Mar (2260 m), que desagua en el lago de la Restanca, junto al refugio, las aguas procedentes del pico de Besiberri Norte (3009 m) y de la sierra de Tumeneia (2783 m).
La Restanca se encuentra en el extremo noroeste de la ruta Carros de Foc, una travesía de 55 km que recorre todos los refugios que se encuentran dentro del Parque nacional de Aiguas Tortas y Lago de San Mauricio. La ruta llega al refugio desde el sur por dos collados diferentes procedentes del refugio Joan Ventosa i Calvell, el Port de Rius, al este, a 2475 m, y el Coll de Tumeneia, al oeste, a 2604 m de altitud. Desde el port de Rius, sin embargo, la ruta Carros de Foc continua hacia el este, cruza el puerto de Colomers, a 2572 m, sin apenas descender, y se dirige al refugio de Colomers, a 2138 m, que es la próxima etapa de la travesía, o la anterior, según desde donde se proceda.

## Acceso
Se accede al refugio desde Artiés. Desde esa población se puede ascender en coche hasta los Prados de Sieja. Desde allí hay que caminar unas dos horas por un sendero. La senda de gran recorrido GR-11 pasa por el refugio, del que parte una variante, el GR-11-18, que sube al collado del Port de Rius, desde donde se accede al Montardo, y sigue hasta el refugio Joan Ventosa i Calvell o al refugio de Colomers.

## Características
El refugio pertenece a la FEEC (Federació d'Entitats Excursionistes de Catalunya) y al Consejo General de Arán.
El refugio, guardado, tiene una capacidad de 80 camas distribuidas en 6 habitaciones. Tiene servicio de duchas y agua caliente, y sirve comida y bebidas. Abre durante el verano y las vacaciones. Desde 2005, su responsable es Josep Mohedano.

## Actividades
Entre las actividades se incluye el ascenso a los picos de Montardo (2837 m), las Monges (2698 m), Tumeneia Norte (2783 m), Pa de Sucre (2682 m), Besiberri Norte (3009 m) y el Tossal de Mar (2745 m).